# Gressoney
Pour les articles homonymes, voir Gressoney (homonymie).
 (août 2017).
Si vous disposez d'ouvrages ou d'articles de référence ou si vous connaissez des sites web de qualité traitant du thème abordé ici, merci de compléter l'article en donnant les références utiles à sa vérifiabilité et en les liant à la section « Notes et références ».
Gressoney est une ancienne commune valdôtaine, instituée en 1928 par l'union des deux communes de Gressoney-Saint-Jean et de Gressoney-La-Trinité.
Le nom fut italianisé pendant la période fasciste en Gressonei, de 1939 à 1946. Ce nom fut toutefois supprimé en 1946 et la division précédente en deux communes fut rétablie.

## Toponymie
Plusieurs significations ont été attribuées au toponyme Gressoney au cours des siècles :
- Chreschen-eye : « plaine du cresson »
- Grossen-eys : « grand glacier »
- Chreschen-ey : « œuf déposé parmi les cressons ».

La signification la plus fiable serait la première, mais elle n'est attestée par aucun document.